# Mahadevathan
Mahadevathan (nep. मनमैजू) – gaun wikas samiti w środkowej części Nepalu w strefie Bagmati w dystrykcie Katmandu. Według nepalskiego spisu powszechnego z 2001 roku liczył on 1636 gospodarstw domowych i 7908 mieszkańców (3923 kobiet i 3985 mężczyzn).